# Лапичский сельсовет
Ла́пичский сельсовет (бел. Лапіцкі сельсавет) — административная единица на территории Осиповичского района Могилёвской области Белоруссии. Административный центр — агрогородок Лапичи.

## Географическое положение
Сельсовет находится в центральной части Осиповичского района. В его состав входит 26 населенных пунктов. Административный центр — агрогородок Лапичи — расположен в 17 км от города Осиповичи и в 3 км от железнодорожной станции Лапичи.

## Состав
Лапичский сельсовет включает 26 населённых пунктов:
- Большая Грава — деревня.
- Бродок — деревня.
- Буда — деревня.
- Вербилово — деревня.
- Гомоновка — деревня.
- Дуброва — деревня.
- Дубровка — деревня.
- Елцовка — деревня.
- Жорновка — агрогородок.
- Жуковка — деревня.
- Зорька — деревня.
- Кричевец — деревня.
- Лапичи — агрогородок.
- Лапичи — посёлок.
- Лочин — деревня.
- Малая Грава — деревня.
- Озерище — деревня.
- Погорелое — деревня.
- Полядье — деревня.
- Рожище — деревня.
- Ручей — деревня.
- Слободка — деревня.
- Сосновый — посёлок.
- Троицкая — деревня.
- Уборок — деревня.
- Уборок — сельский населённый пункт (при железнодорожной станции).
- Ямполь — деревня.

## Промышленность и сельское хозяйство
На территории сельсовета расположены:
- СПК «Колхоз „Лапичи“»
- СПК «Колхоз „Красный ударник“»
- Радиопередающий центр (СУР № 7) в посёлке Сосновый в Могилёвской области (с 1 апреля 2016 года выключен последний и самый крупный объект, вещавший на территории республики Беларусь в диапазоне длинных и средних волн с амплитудной модуляцией) — ликвидирован (произведён демонтаж оборудования и выполнена очистка территории).
- Жорновская экспериментальная лесная база Института леса Национальной академии наук Беларуси
- Осиповичское управление магистральных газопроводов. Самое крупное предприятие, имеющее важное значение для района и республики — Осиповичское управление магистральных газопроводов ОАО «Белтрансгаз». До недавнего времени это было единственное хранилище, куда закачивался и где хранился природный газ, используемый при необходимости потребителями. Со строительством предприятия, основанного в 1975 году в Лапичах создана красивая улица Газовиков.

## Социальная сфера
2 средние школы, больница, ФАП, амбулатория, 2 сельских клуба и Дом культуры, 3 библиотеки, 9 магазинов, 4 детских сада.

## Рекреационные ресурсы
В деревне Дуброва имеется дендросад, в котором представлены редкие виды растений. В дубраве растут дубы, которым свыше 250 лет. В местных лесах много животных — зубров, лис, волков, зайцев, косуль. Прекрасная природа территории сельсовета даёт возможность развития агротуризма.